# Schloss Hallerstein

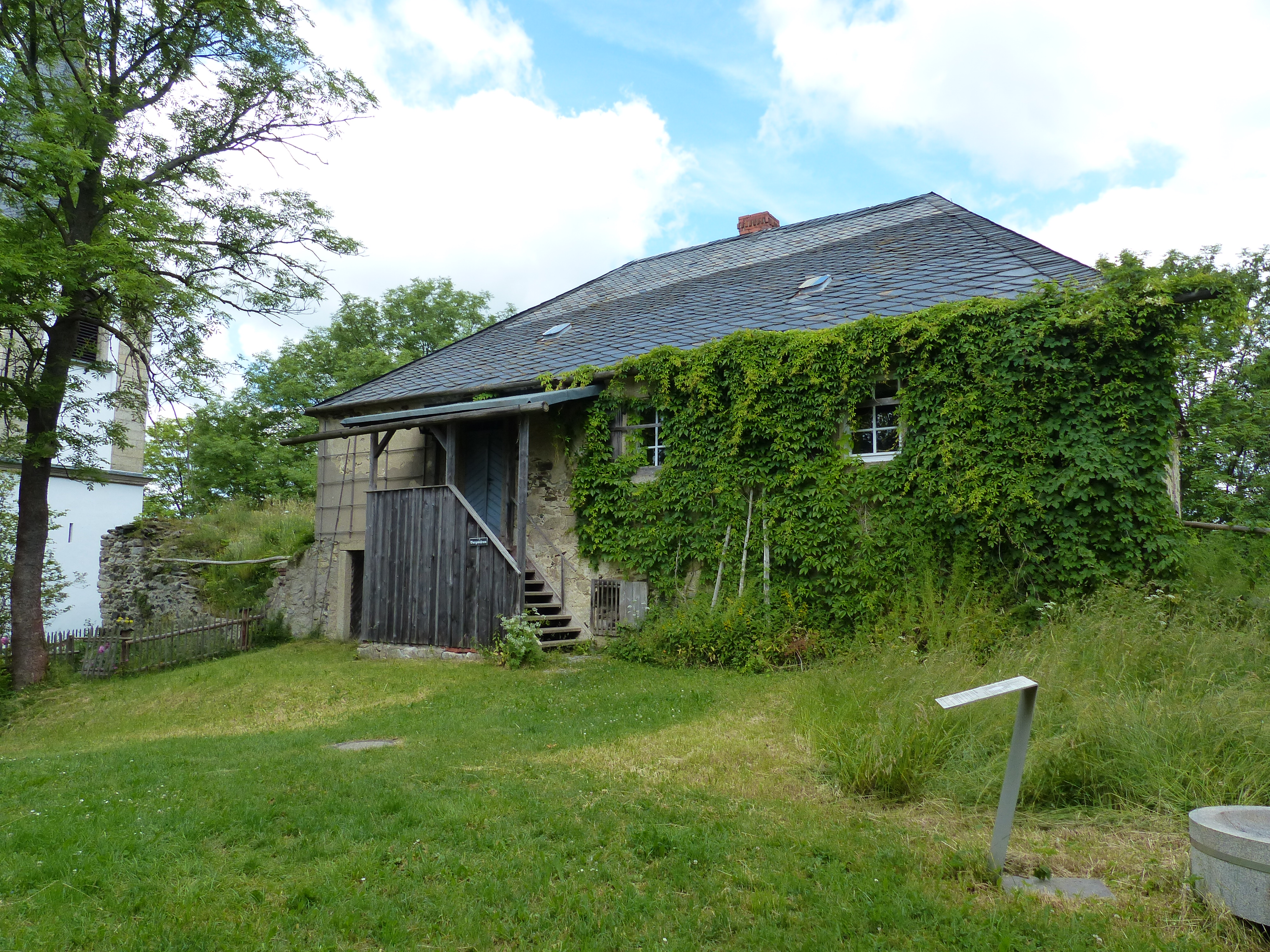
Heutiger Zustand der Reste des Schlosses

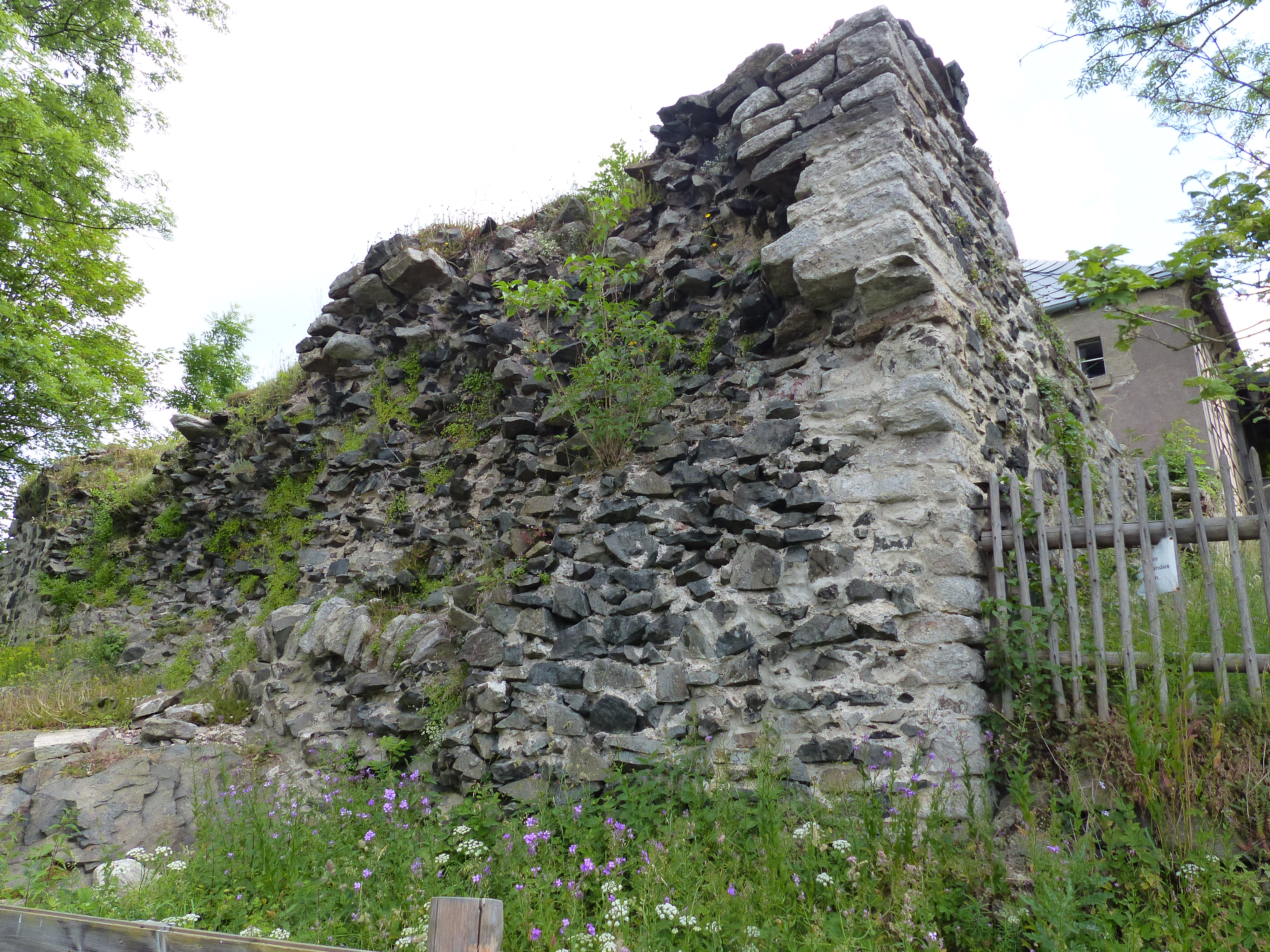
Westlicher Mauerrest

Schloss Hallerstein ist eine Ruine in Hallerstein, heute ein Gemeindeteil von Schwarzenbach an der Saale im oberfränkischen Landkreis Hof. 
Das Schloss Hallerstein wurde bei einem Meierhof gebaut. Es wird vermutet, das seit 1421 ein fester Ansitz  bestand. Die Bewohner von Gettengrün siedelten in die sich neu bildende Ortschaft um. Der Ort Hallerstein wurde 1439 erstmals urkundlich erwähnt. Die Familie von Sparneck erhielt ihn als böhmisches Lehen des böhmischen und römisch-deutschen Königs Albrecht II. Im Fränkischen Krieg 1523 wurde Hallerstein nicht erwähnt, da der Besitzer Wolf von Sparneck nicht an den Raubzügen seiner Verwandten beteiligt war. Allerdings existiert ein Holzschnitt einer unbekannten Burg Weytzendorf, bei deren Lokalisierung schon mehrfach Hallerstein in Betracht gezogen wurde. Nach dem Aussterben der Hallersteiner Linie des Geschlechtes 1562 war die Patrizierfamilie der Haller von Hallerstein am Kauf interessiert, der aber nicht zustande kam. 1563 ging der Ort von Joachim Schlik, Graf von Bassaun, an den Kulmbacher Markgrafen Georg Friedrich über, der dort ein markgräfliches Amt einrichtete. 1835 verursachte ein Feuer in der Ruine Schaden. 1887 wurde zum Schutz des Kellers das heutige Gebäude darüber errichtet. Seit 1951 gehört das Schlossgelände der Familie Leuckart in Weißdorf.
Die Schlossruine auf dem Schlossberg grenzt unmittelbar an die Kirche. Auf dem Bergsporn ist der Rest eines rechteckigen Gebäudes erhalten geblieben. Der Ostteil wurde als eingeschossiges Gebäude wiederaufgebaut, in dem ein Heimatmuseum untergebracht ist. Der Westteil ist ruinös. Unter dem Gebäude befindet sich ein geräumiger Keller mit einem Tonnengewölbe. Die Reste des Schlosses sind ein Baudenkmal. Der Kartograph Johann Christoph Stierlein fertigte eine exakte Ruinenzeichnung.
Ursprünglich bot der Schlossberg, der im Osten zudem durch eine Mauer gesichert war, natürlichen Schutz. Bei dem bestehenden Gebäude handelt es sich um die Überreste des Hauptgebäudes, an dem sich ein Turm befand. Die Pfarrkirche Hallerstein war Bestandteil des gesicherten Areals und ging aus der Burgkapelle hervor.